# 알리 가브르
알리 가브르 가브르 모사드(아랍어: علي جبر جبر مسعد‎, 1989년 1월 10일 ~ )는 이집트의 축구 선수로, 현재 이집트 프리미어리그의 피라미즈와 이집트 축구 국가대표팀에서 센터백으로 활약하고 있다.

## 구단 경력

### 자말레크
가브르는 2014년 6월에 자말레크와 계약을 맺었다. 그의 활약은 이집트 국가대표팀으로 선발되는 결과를 낳았다. 자말레크는 이집트 프리미어리그에서 2014-15 우승을 차지했다.

#### 웨스트브로미치 앨비언로의 임대
2018년 1월 29일, 가브르는 웨스트브로미치 앨비언에 50만 유로에 6개월 임대 계약을 체결하였고, 시즌 종료 후 250만 유로 옵션으로 구매할 수 있었다.

### 피라미즈
2018년 7월 10일, 웨스트브로미치가 수비수와 영구 계약을 맺을 수 있는 옵션을 거절하자 가브르는 피라미즈에 합류했다.

## 국가대표팀 경력
그는 2014년 6월 4일, 자메이카와의 친선 경기에서 샥키 가립 감독 하에 이집트 국가대표팀에 차출되었다.
2018년 5월, 가브르는 러시아의 2018년 FIFA 월드컵 이집트 국가대표팀 명단에 이름을 올렸다.